# Robert Russell Bennett
Robert Russell Bennett (ur. 15 czerwca 1894 w Kansas City w stanie Missouri, zm. 18 sierpnia 1981 w Nowym Jorku) – amerykański kompozytor, dyrygent i aranżer.

## Życiorys
Podstawy edukacji muzycznej otrzymał od rodziców: matka uczyła go gry na fortepianie, ojciec zaś na skrzypcach i trąbce. Później uczył się u Carla Buscha. Mając 16 lat wyjechał do Nowego Jorku, gdzie pracował jako kopista i muzyk w zespole tanecznym. W latach 1926–1931 przebywał w Europie. W Paryżu pobierał studia u Nadii Boulanger. Dwukrotny (1927 i 1929) laureat stypendium Guggenheima.
W latach 30. pracował dla wytwórni filmowych w Hollywood, później zaś w rozgłośniach radiowych i telewizji. Od 1937 do 1940 roku był przewodniczącym American Society of Musical Arrangers. Zasłynął jako aranżer, dokonując orkiestracji ponad 300 musicali dla scen Broadwayu, w tym Kiss Me, Kate, Oklahoma!, Dźwięki muzyki i Camelot. Współpracował m.in. z Irvingiem Berlinem, George’em Gershwinem, Jerome Kernem, Cole Porterem, Richardem Rodgersem i Frederickiem Loewe.
W 1955 roku otrzymał Nagrodę Akademii Filmowej za najlepszą muzykę filmową za ścieżkę do adaptacji filmowej musicalu Oklahoma!

## Twórczość
Twórczość Bennetta obejmowała muzykę symfoniczną i kameralną, a także operę i operetkę. Dostrzegalne są w niej silne wpływy jazzu. Napisał m.in. dwie opery, sześć symfonii, Concerto Grosso na zespół jazzowy i orkiestrę (1932), kwartet smyczkowy, kwintet na organy i smyczki, trio fortepianowe Hexapoda (1940), Suite of Old American Dances (1949).
Był także autorem wydanej w 1975 roku rozprawy teoretycznej poświęconej aranżacji i orkiestracji Instrumentally Speaking.